# ПВК «ЄНОТ»
ENOT Corp (рос. ЧВК «ЕНОТ»; також часто записується як ENOT Corp) — російська приватна військова компанія, заснована Ігорем Мангушевим.
Займалася найманством бойовиків в Україні, Сирії та Нагірному Карабасі.

## Етимологія
ENOT — це абревіатура від повної назви організації, рос. Единые народные общинные товарищества, трансліт. Yedinyye narodnyye obshchinnyye tovarishchestva, латиніз. United People's Communal Partnerships (Об'єднане народно-громадське товариство). Єнот також означає російською мовою тварину, яка зображена на логотипі групи.
Організація іноді відома як Yenot або Racoon PMC.

## Історія та діяльність
ENOT був заснований у 2011 році російським націоналістом і засновником «Світлої Русі» Ігорем Мангушевим, щоб об'єднати ополченців на Донбасі та надати їм більш офіційного статусу та можливість конвертувати кошти на зарплати, пенсії та інші види соціального захисту. ENOT вів збройну діяльність в Україні, Сирії, Нагірному Карабасі. У 2012 році група провела військову підготовку на зборах правих ополченців для понад 450 осіб, заробивши 1,500,000 000 ($ 86 449 міжнародних доларів у 2012 році) протягом триденного заходу.
З 2015 року група проводила військову підготовку в таборах Сербії, Донбасу та Білорусі. Серед учасників тренувального табору — діти віком від 12 до 18 років з Росії, Чорногорії, Сербії, Білорусі, Придністров'я та Південної Осетії. Сербський тренувальний табір, яким керували ветерани боснійської війни, був закритий сербським міністерством внутрішніх справ у 2018 році через занепокоєння жорстоким поводженням з дітьми. 7 листопада 2018 року у відповідь на тренування дітей ФСБ і поліція Росії заарештували членів ENOT і звільнили їх наступного дня.
ENOT називає себе в Росії русская православная община (укр. — «Російська православна громада") та офіційно зареєстрована в Міністерстві юстиції Росії в травні 2016 року як неприбуткова організація. Офіційною метою була названа пропаганда та захист патріотичної молоді, хоча станом на 2018 рік офіційних звітів про діяльність група не надавала. З 2015 року ENOT отримує підтримку від російського уряду для діяльності в Сирії та Карабасі. ENOT брав активну участь у російсько-українській війні та підтримував війну на Донбасі.

### Розформування
Компанію розформували за наказом її засновника і керівника Ігоря Мангушева приблизно у 2019 році. Після цього колишнє керівництво компанії зазнало переслідувань з боку російського уряду. У 2021 році скарбника ENOT Володимира Морозова засудили до 10,5 років позбавлення волі за вимагання. У 2022 році лідера організації Романа Теленкевича засудили до 13 років позбавлення волі за організацію злочинного співтовариства, вимагання та погрозу вбивством чи нанесенням тяжких тілесних ушкоджень. На початку лютого 2023 року, під час російсько-української війни, засновник Ігор Мангушев був смертельно поранений у потилицю на російському автопосту в окупованій Кадіївці на Луганщині. Після смерті Мангушева будь-які члени ПВК, що залишилися були переважно поглинені іншими підрозділами та організаціями.